# Quel giorno il mondo tremerà
Quel giorno il mondo tremerà (Armaguedon) è un film del 1977 diretto da Alain Jessua.
Il film, di produzione internazionale, è basato sul libro The Voice of Armageddon di David Lippincott.